# Dlouhá Lomnice
Dlouhá Lomnice (německy Langlamnitz) je vesnice, část města Bochov v okrese Karlovy Vary v Karlovarském kraji. Nachází se čtyři kilometry západně od Bochova. Dlouhá Lomnice je také název katastrálního území o rozloze 11,67 km².

## Historie
První písemná zmínka o vesnici pochází z roku 1378.

## Přírodní poměry
Dlouhá Lomnice je shluk zástavby obklopený poli. Území zaujímá vyváženě jak les, tak hospodářské plochy. Protéká zde Lomnický potok, který za vesnicí napájí Malý a Velký lesní rybník (na mapách také jako Velký a Malý lomnický rybník).
Západně od vesnice se podél Lomnického potoka a Velkého lesního rybníka nachází přírodní památka Lomnický rybník. Do východní části katastrálního území zasahuje část přírodní památky Louky u Dlouhé Lomnice.

## Obyvatelstvo
Při sčítání lidu v roce 1921 zde žilo 552 obyvatel (z toho 257 mužů), z nichž bylo 549 Němců a tři cizinci. Kromě tří evangelíků byli římskými katolíky. Podle sčítání lidu z roku 1930 měla vesnice 559 obyvatel. Všichni byli německé národnosti a kromě dvou židů se hlásili k římskokatolické církvi.
|           | 1869 | 1880 | 1890 | 1900 | 1910 | 1921 | 1930 | 1950 | 1961 | 1970 | 1980 | 1991 | 2001 | 2011 | 2021 |
| --------- | ---- | ---- | ---- | ---- | ---- | ---- | ---- | ---- | ---- | ---- | ---- | ---- | ---- | ---- | ---- |
| Obyvatelé | 675  | 632  | 643  | 653  | 634  | 552  | 559  | 141  | 113  | 99   | 91   | 91   | 95   | 96   | 92   |
| Domy      | 93   | 102  | 100  | 103  | 100  | 101  | 106  | 107  | 36   | 24   | 19   | 32   | 34   | 36   | 41   |

## Obecní správa
Při sčítání lidu v letech 1869–1975 Dlouhá Lomnice byla samostatnou obcí, se kterým patřila nejprve do okresu Žlutice, ale v roce 1950 v okrese Karlovy Vary-okolí a v letech 1961–1975 v okrese Karlovy Vary. Od 1. ledna 1976 je částí města Bochov v okrese Karlovy Vary.

## Pamětihodnosti
- Usedlosti čp. 12, 27 a 30

## Další fotografie

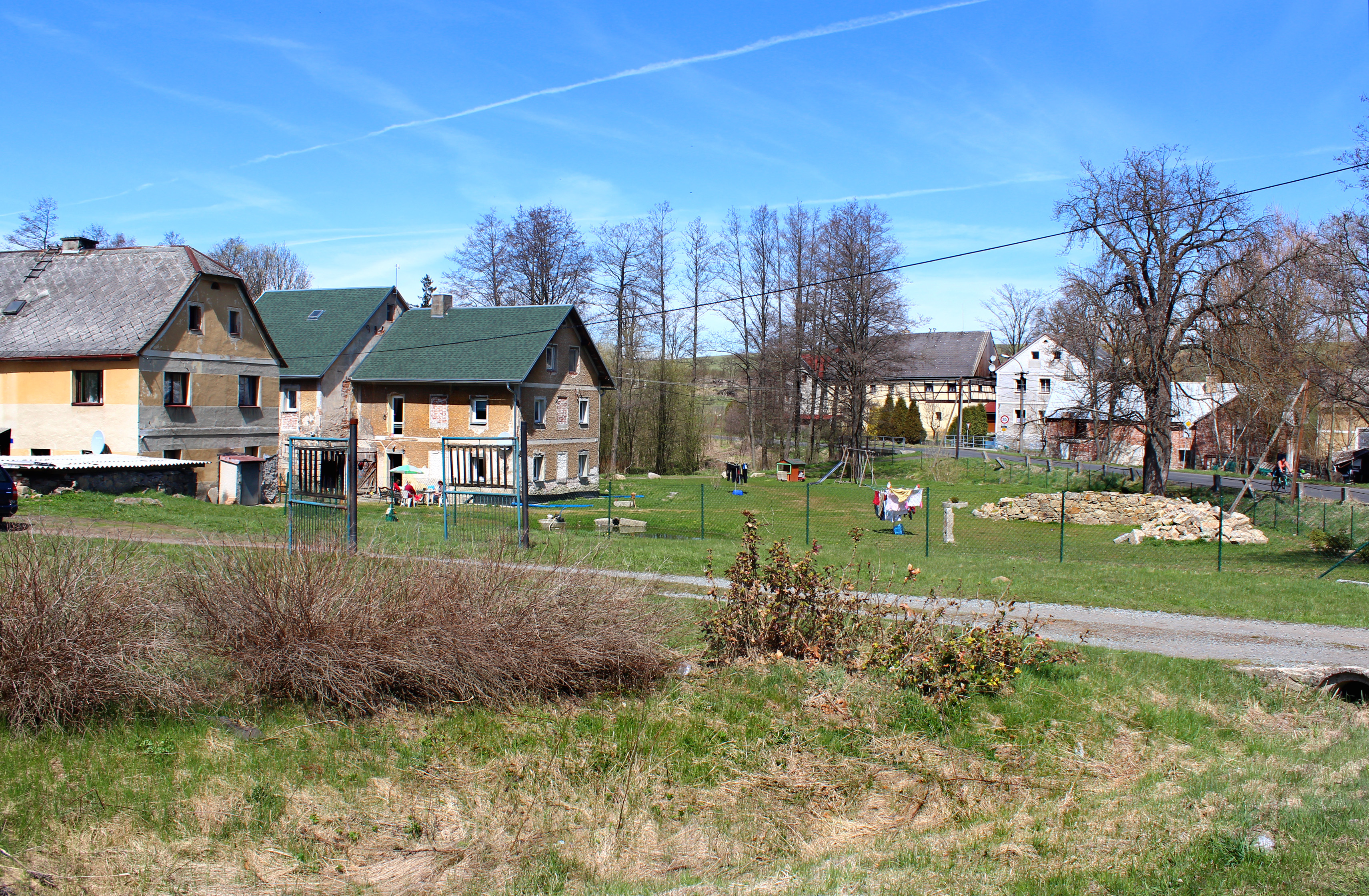
Střed vesnice od jihu
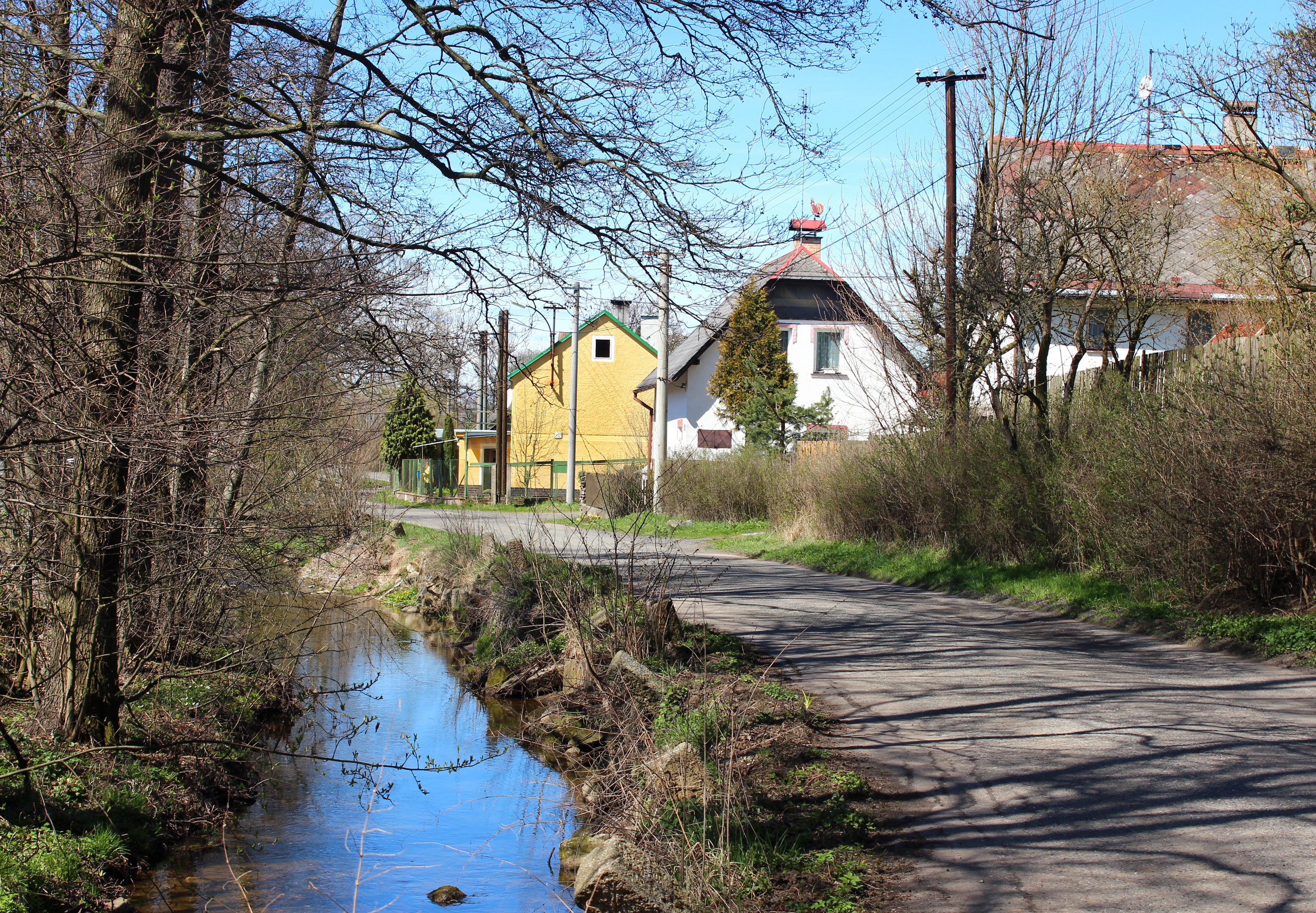
Lomnický potok
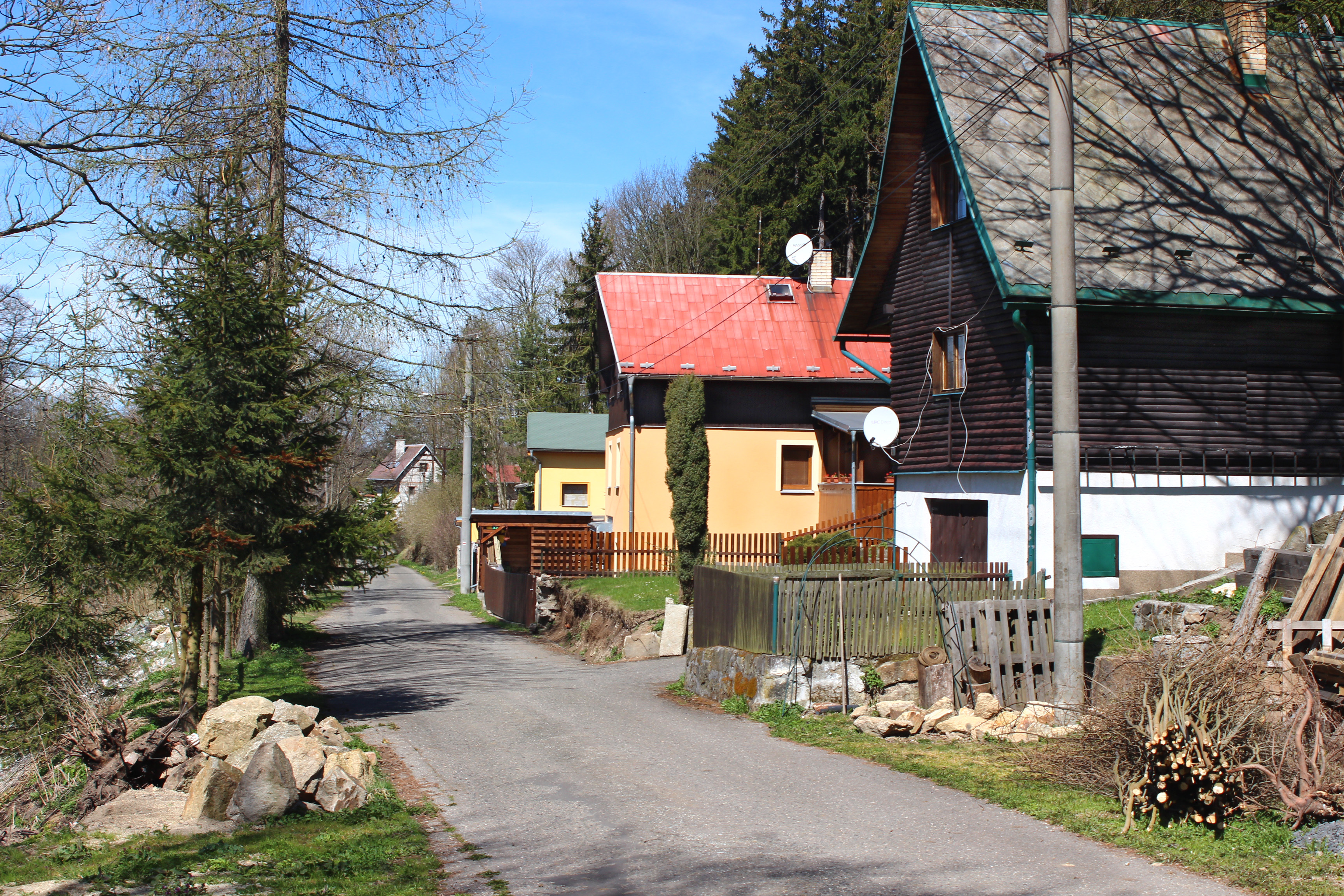
Východní část vesnice